# Chione venosa
Chione venosa är en måreväxtart som först beskrevs av Olof Swartz, och fick sitt nu gällande namn av Ignatz Urban. Chione venosa ingår i släktet Chione och familjen måreväxter.

## Underarter
Arten delas in i följande underarter:
- C. v. buxifolia
- C. v. cubensis
- C. v. mexicana
- C. v. venosa